# Pokrowśke (obwód żytomierski)
Pokrowśke (ukr. Покровське) – wieś na Ukrainie, w obwodzie żytomierskim, w rejonie olewskim. W 2001 roku liczyła 726 mieszkańców.